# Cesta I. triedy 59
Die Cesta I. triedy 59 (slowakisch für ‚Straße 1. Ordnung 59‘), kurz I/59, ist eine Straße 1. Ordnung in der Slowakei. Sie führt von der Regionalhauptstadt Banská Bystrica über Ružomberok und Dolný Kubín zur polnischen Grenze bei Trstená. Sie ist Teil der Straße von Budapest nach Krakau und dementsprechend vom Schwerverkehr stark frequentiert.

## Verlauf

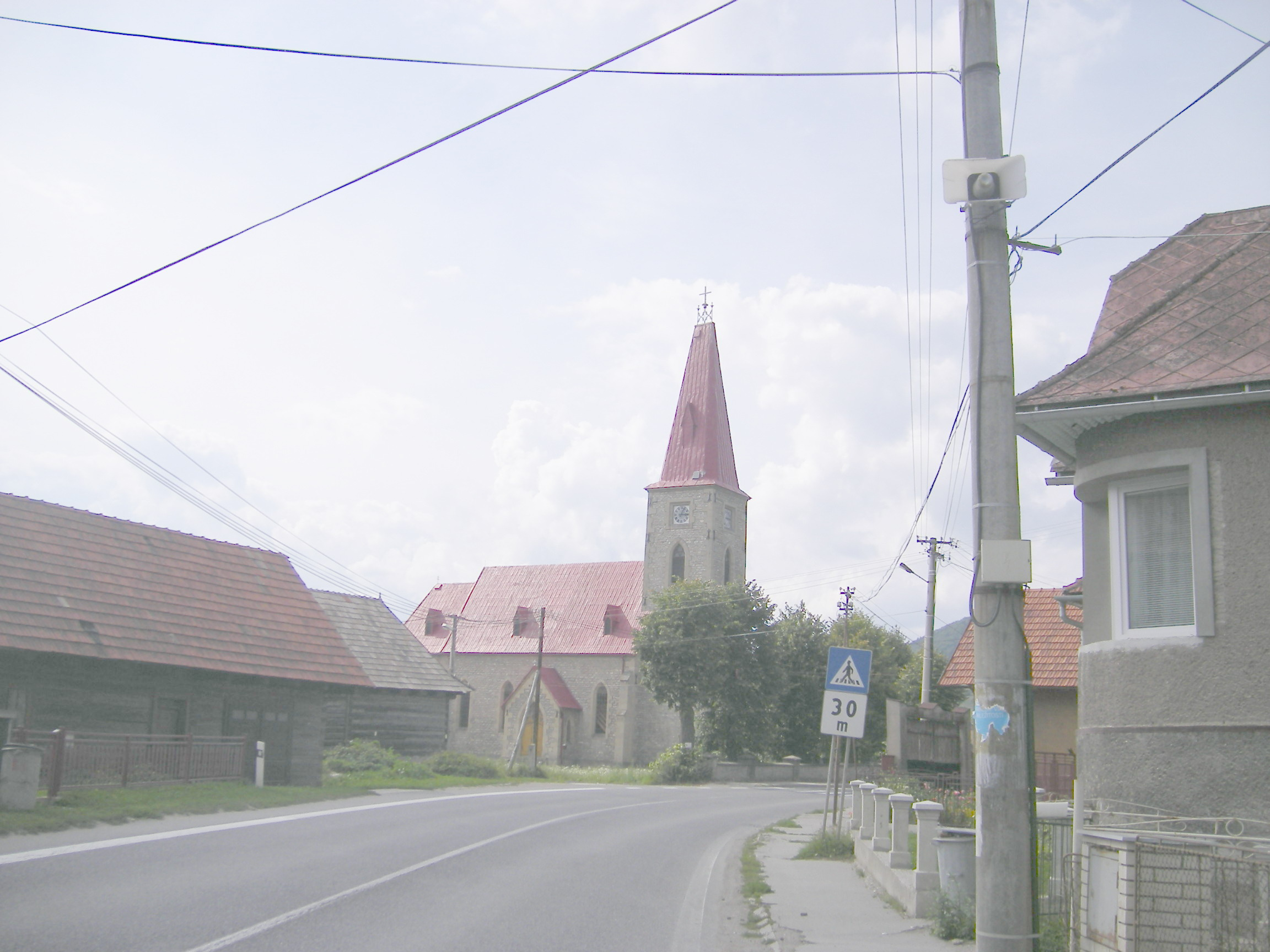
Die I/59 in Sedliacka Dubová

Die I/59 beginnt im Norden der Stadt Banská Bystrica an einer Anschlussstelle mit der Schnellstraße R1 und verläuft zumeist nördlich; hinter Staré Hory beginnt eine hinaufgehende und kurvenreiche Strecke zwischen den Niederen Tatra und der Großen Fatra, die erst hinter dem Pass Donovaly endet. Hier kommt die Straße auch zur Grenze Banskobystrický kraj/Žilinský kraj und verläuft weiter durch das Revúca-Tal nach Ružomberok. Dort kreuzt sie sich mit der West-Ost-Straße I/18. Nach der Überquerung von Waag geht sie durch einen weiteren Pass und verläuft bis zum Ende durch das Orava-Tal der Stadt Dolný Kubín und der alten Arwaburg in Oravský Podzámok vorbei. Kurz vor der polnischen Grenze bei Trstená befindet sich auch der große Arwa-Stausee.